# Alewife Brook Reservation
Das Gebiet Alewife Brook Reservation ist ein als State Park ausgewiesenes Schutzgebiet auf dem Gebiet der Städte Cambridge, Arlington und Somerville im Bundesstaat Massachusetts der Vereinigten Staaten. Der Park wird vom Department of Conservation and Recreation (DCR) verwaltet und ist Teil des Metropolitan Park System of Greater Boston.

## Beschreibung
Das Schutzgebiet umfasst 200 Acres (0,8 km²) Urbane Wildnis. Ein großer Teil des Parks besteht aus Feuchtgebieten (darunter der Little River), es gibt aber auch bewaldetes Hochland und Wiesen. Das Reservat ist ein Habitat für eine Vielzahl einheimischer Vögel und Zugvögel. Häufig vorkommende Arten sind Fischadler, Kanadareiher und auch Schnepfen, deren ungewöhnliches Balzritual von den Besuchern beobachtet werden kann. Die Teiche Little Pond und Blair Pond sind im Frühjahr die Kinderstube für Heringe, die vom Atlantik über den Mystic River und den Alewife Brook, der wiederum den Little River entwässert, wandern.
Das südliche Ende des Schutzgebiets befindet sich in direkter Nachbarschaft zur MBTA-Station Alewife am nördlichen Ende der Red Line in Cambridge. Der Minuteman Bikeway endet am Reservat, während der Fitchburg Cutoff Path und der Alewife Greenway durch das Gebiet hindurch führen. Der Alewife Brook fließt in nördlicher Richtung durch Cambridge, Arlington und Somerville bis zum Mystic River. Über einen Großteil der Strecke ist das Gebiet relativ schmal und beinhaltet lediglich den Fluss, den Alewife Brook Parkway und einige Landstreifen auf beiden Seiten. Nördlich des Broadway öffnet sich der Bereich zwischen Fluss und Parkway und bietet einige Sport- und Spielplätze. Entlang des Flusses gibt es Rad- und Wanderwege, die als Teil des Alewife Greenway-Projekts kontinuierlich verbessert und ausgebaut werden.

## Geschichte

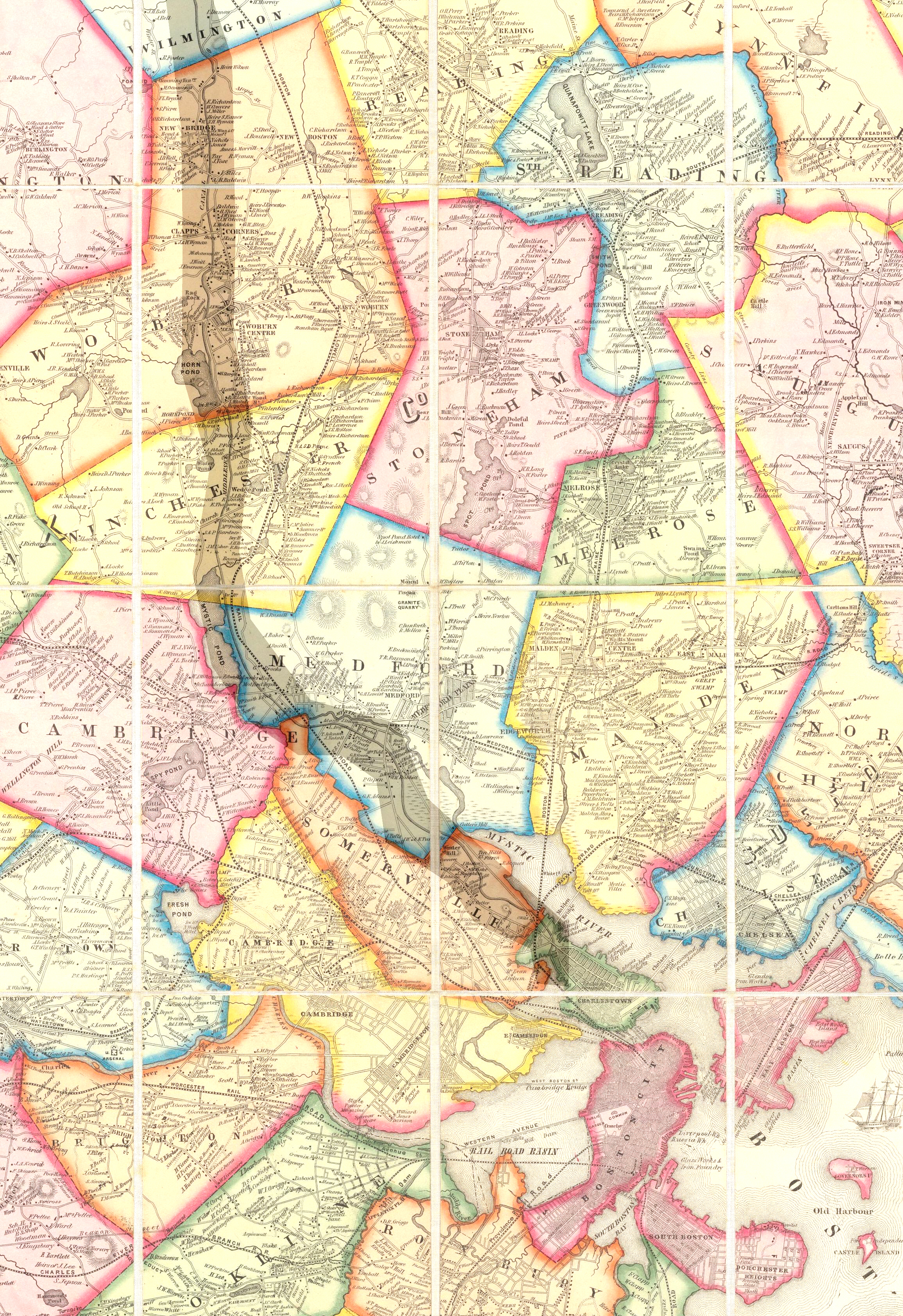
Karte des Middlesex Canal aus dem Jahr 1852

Im Jahr 1843 war die Hauptlinie der Fitchburg Railroad die erste Eisenbahnstrecke, die durch das Sumpfgebiet im westlichen Cambridge geführt wurde. Heute dient die Strecke der Fitchburg Line für die Beförderung von Pendlerzügen. Als Zweig der Fitchburg Railroad wurde 1846 die Lexington and West Cambridge Railroad gegründet, deren Gleise auch heute noch teilweise zu sehen sind. 1851 kam die Watertown Branch Railroad hinzu, die von der Fitchburg abzweigte und an der östlichen Seite des Alewife Brook Parkway vorbeiführte.
Die Boston and Lowell Railroad kaufte im Jahr 1870 die ehemalige Lexington and West Cambridge Railroad, die zu diesem Zeitpunkt bereits Lexington and Arlington Railroad hieß, und errichtete eine Verbindung von Alewife über den heutigen Davis Square bis
Somerville Junction. Der größte Teil dieser Verbindungsstrecke wird heute durch den Somerville Community Path und den Alewife Linear Park abgedeckt. Eine Karte aus dem Jahr 1903, also aus der Zeit vor der Ausweisung als Schutzgebiet, zeigt neben den verschiedenen Eisenbahnlinien im Gebiet auch den Alewife Brook, der weiter südlich den Fresh Pond entwässert.

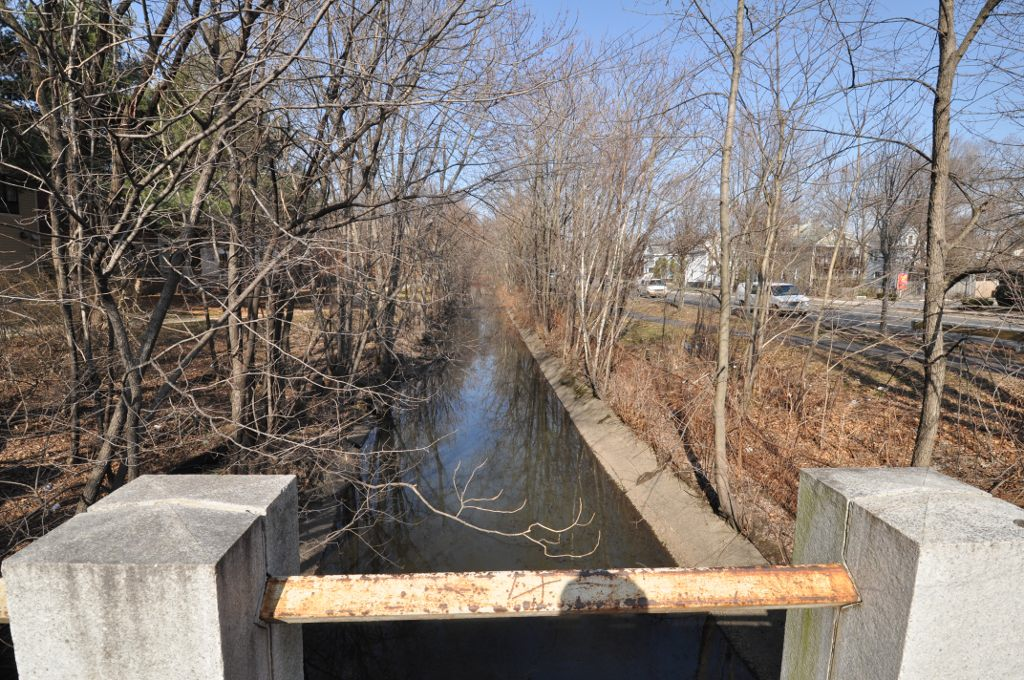
Der stark kanalisierte Alewife Brook von der nördlichen Seite der Massachusetts Avenue Bridge aus gesehen

Das Schutzgebiet wurde ursprünglich gemeinsam mit dem Alewife Brook Parkway vom Landschaftsarchitekten Charles Eliot entworfen, wurde jedoch im Laufe der Zeit stark verändert. So wurde der Fluss begradigt und von 1909 bis 1912 neben dem Parkway kanalisiert. 1916 wurde der Bau der Straße abgeschlossen. Die Ausführung der Landschaftsarbeiten erfolgte durch die Olmsted Brothers.

### Feuchtgebiete
Im Jahr 2011 begann die Stadt Cambridge westlich der Alewife Station mit dem Bau eines 3,4 Acres (13.750 m²) großen Regenwasser-Rückhaltebeckens, das als Feuchtgebiet ausgelegt ist. Das Becken soll im Zusammenspiel mit den dort angesiedelten Pflanzen die Fließgeschwindigkeit des Wassers verringern und ihm Schad- bzw. Nährstoffe entnehmen, bevor es den Little River erreicht. Die Fertigstellung ist für das Frühjahr 2013 vorgesehen. Zu diesem Zeitpunkt ist ebenfalls die Verbindung der Fahrradwege ebenso wie die Errichtung eines Amphitheaters und der Einrichtung von Beschilderungen und Fußwegen vorgesehen. Verschiedene Habitate vom tiefen Marschland bis hin zum Auwald sind ebenfalls geplant.

### DerAlewife Brook Greenway
Ein Projekt zur Errichtung eines Fahrradwegs im Schutzgebiet erhielt 4,5 Millionen US-Dollar aus dem American Recovery and Reinvestment Act. Der Alewife Brook Greenway oder auch Minuteman Bike Path connector verbindet den Mystic River Bike Path mit dem Minuteman Bikeway und der Alewife Station.

## Erholungs- und Freizeitaktivitäten
Im Park gibt es Sport- und Spielplätze, ansonsten kann man wandern, laufen und der Vogelbeobachtung nachgehen.